# Chamisal (Nuevo México)
Chamisal es un lugar designado por el censo ubicado en el condado de Taos en el estado estadounidense de Nuevo México. En el Censo de 2010 tenía una población de 310 habitantes y una densidad poblacional de 72,89 personas por km².

## Geografía
Chamisal se encuentra ubicado en las coordenadas 36°10′21″N 105°44′45″O / 36.17250, -105.74583. Según la Oficina del Censo de los Estados Unidos, Chamisal tiene una superficie total de 4.25 km², de la cual 4.25 km² corresponden a tierra firme y (0%) 0 km² es agua.

## Demografía
Según el censo de 2010, había 310 personas residiendo en Chamisal. La densidad de población era de 72,89 hab./km². De los 310 habitantes, Chamisal estaba compuesto por el 50% blancos, el 0.32% eran afroamericanos, el 3.23% eran amerindios, el 0.65% eran asiáticos, el 0% eran isleños del Pacífico, el 38.71% eran de otras razas y el 7.1% pertenecían a dos o más razas. Del total de la población el 86.77% eran hispanos o latinos de cualquier raza.